# Sfântul Patriciu

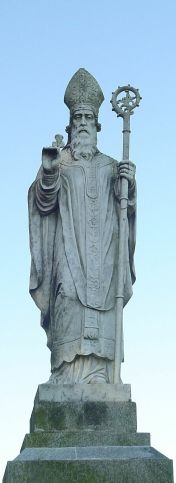
Statuia Sf. Patriciu pe colina Tara (Irlanda).

Patrick (romanizat și ca Patriciu; (n. secolul al IV-lea d.Hr., Anglia romană, Imperiul Roman de Apus, Roma Antică – d. secolul al V-lea d.Hr., Saul, Dawn⁠(d), Ulaid⁠(d)) a fost un episcop irlandez, sărbătorit ca sfânt patron al Irlandei și Islandei în ziua de 17 martie. Mai este cunoscut și sub numele de Apostolul Irlandei.

## Viața
S-a născut în Britania, în jurul anului 385. La 16 ani a fost prins de pirați și vândut rob în Irlanda, unde a fost trimis să pască oile. Recâștigându-și libertatea după 6 ani, s-a întors în Britania. A intrat în rândul clericilor, iar în 432 s-a întors în Irlanda, devenind marele apostol al acestei țări. Sfințit episcop al Irlandei, a evanghelizat cu râvnă poporul din acea insulă, i-a convertit pe mulți la credința creștină și a organizat Biserica locală, în ciuda unor mari dificultăți. În jurul anului 444 a întemeiat episcopia Armagh, în apropiere de Belfast. A murit în anul 461 în Downpatrick, Irlanda de Nord.

## Simboluri, legende și sărbătoare
Cel mai celebru simbol asociat cu Sfântul Patriciu este trifoiul. Se spune că sfântul s-ar fi folosit de un trifoi cu trei foi pentru a le explica mai bine doctrina Sfintei Treimi păgânilor irlandezi. De asemenea există o legendă conform căreia Sfântul Patriciu ar fi alungat toți șerpii din țară.
Sărbătoarea sfântului are loc pe data de 17 martie, fiind cunoscută sub numele de Saint Patrick's Day, o sărbătoare devenită internațională datorită numărului mare de imigranți irlandezi, mai ales în Statele Unite ale Americii. Atunci, catolicii se îmbracă în verde, culoarea asociată în mod eronat cu sfântul, ea fiind de fapt culoarea specifică a Irlandei devenită în scurt timp simbol al său. Tot atunci se organizează petreceri și carnavaluri în țările cu o puternică comunitate irlandeză, cu purtări de steaguri și trifoi. În timp ce catolicii se îmbracă în verde, protestanții se îmbracă în portocaliu, culoarea specifică a protestanților irlandezi, o altă culoare națională devenită simbol al sfântului.

## Scrieri
- Epistula ad milites Corotici
- Confessio (scrisă cu puțin timp înainte de moarte)

### Ediții
- The Tripartite Life of P. and other Documents relating to that Saint, ed. by Whitley Stokes, II, 1887;
- Libri Sancti Patricii, ed. Newport J. D. White, 1918;
- The Irish Manuscripts Commission: Facsimiles in Collotype of Irish Manuscripts, vol. 3: Book of Armagh: The Patrician Documents, with introduction by Edward Gwynn, 1937;
- Ludwig Bieler, Libri Epistolarum Sancti Patricii Episcopi, 2 vol., 1952;
- Idem, The Works of St. P., St. Secundinus, Hymn on St. P., 1953;
- R.P.C. Hanson, English Translation of the »Confession« and the »Letter to Coroticus« of St. P., Nottingham Mediaeval Studies 15, 1971, 3-26;
- Idem, - Cécile Blanc, Saint P.: Confession et Lettre à Coroticus, 1978;
- A. B. E. Hood, St. P.: His Writings and Muirchu's Life, 1978.